# Fordult a kocka
A Fordult a kocka egy 1997-ben megjelent raplemez. A lemezen bemutatkozik, az akkor még a Kartel másodhegedűseként ismert Dopeman (Pityinger László). A lemezt igen jól fogadta a közönség, országszerte 18 ezer darabot adtak el belőle, aminek köszönhetően Dopeman lett az egyik legsokrétűbb és legellentmondásosabb alak a zeneiparban.

## Az album és a szövegek
Az albumon kifejezetten vulgáris és szókimondó szövegek találhatóak, amik nem semmitmondóak, hanem nagy mondanivalóval rendelkeznek. Mindjárt az első számban tudatja velünk Dopeman, hogy itt van és még itt is lesz egy jó darabig.
Hiphop maffiózó, funky zene-nepper,
Mr. Dopeman meg a Játékosok klubja,
Itt van újra!
1997, a vendetta éve, megjött végre,
A hiphop nemzet réme,
Dopeman Capone! 
Messze a vége a menetnek,
Valakinek fel kell állni,
Meg kell mutatni,
Mi van igazából semmi se gátol meg.
Földobom a jelet és annyit mondok,
Aki bújt, aki nem most robbantok:
Bumm-bumm, gyilkol a dumm-dumm.
Az album egyik érdekessége, hogy megtalálható rajta, Szasza, a Sex Action nevű rock banda frontembere, aki rappel is (korábban a Kartel első lemezén, az 1995-ben megjelent Egyenesen a gettóból című korongon szerepelt). Valamint Dopeman itt mutatja be a későbbi ellenlábasát, Kicsi Tyson-t és egy női rappert, MC Duckyt is. További érdekesség, hogy egy pár számon vokálozik Fatima, a Fekete Vonat nevű banda női tagja, valamint a számból készült videóklipben is szerepel. A lemezre felkerült Dopeman korábbi szerzeménye, a Stricik és kurvák, ami felkerült az ugyanabban az évben megjelent Kartel-lemezre, a Jégre teszlek-re is, viszont most a számban csak Dopeman és MC Ducky rappel.

## Zenei alapok és elemek
Az albumot dicsérték a kritikusok a zenei alapokért, amiben nagy szerepet játszott Dopeman öccse, Pityinger Péter, valamint az egyik számban maga Dopeman apja gitározik. Itt szerepel először Dopeman első számú lemezlovasa, DJ W. Mindjárt az első számban megmutatják magukat, a szöveghez felhasználták az amerikai NWA rapcsapat "Straigh Outta Compton" című számának instrumentálját, valamint az első percekben a Keresztapa betétdalát hallhatjuk.

## Videóklipek
Az albumhoz két klip készült. Az Indul a menet fekete-fehér videó, Dopeman és csapatát láthatjuk benne, valamint a 8. kerületet. A klip hajaz az N.W.A., "Straight Outta Compton" című számához (mind a klip, mind a zene). A videóban Dope-ot meg akarják ölni, aztán a következő jelenetben egy szórakozóhelyen vannak, ahol a végén elfogják a merénylőt, leveszik róla a maszkot. A merénylő maga Dopeman.
A másik videó a 8. kerületi meséből készült, ahol ugyancsak megcsodálhatjuk a 8. ker utcáit. A klipnek érdekes képi világa van, sokan azt mondják, hogy már-már undergroundos.

## Track lista
| #  | Cím                                  | Hossz | Szövegíró                        | Zene                                               | Előadó                                             |
| -- | ------------------------------------ | ----- | -------------------------------- | -------------------------------------------------- | -------------------------------------------------- |
| 1  | "Indul a menet"                      | 04:08 | Pityinger L                      | El Presidente, DJ W                                | Dopeman, Ganxsta Zolee                             |
| 2  | "Mit teszel?"                        | 03:34 | Pityinger L                      | El Presidente, Dopeman, Don Pederito, DJ W, Szasza | Dopeman                                            |
| 3  | "Keleti oldal"                       | 05:27 | Pityinger L                      | El Presidente, Dopeman, Don Pederito, DJ W         | Dopeman                                            |
| 4  | "Játékosok klubja"                   | 06:00 | Pityinger L, Zana Z              | El Presidente, Dopeman, Don pederito, Szasza       | Dopeman, Ganxsta Zolee                             |
| 5  | "Tegnap éjszaka"                     | 04:04 | Pityinger L                      | El Presidente, Dopeman, Don Pederito, DJ W,        | Dopeman, Szasza, Fatima                            |
| 6  | "Dopeman cucca"                      | 05:26 | Pityinger L                      | El Presidente, Dopeman, Don Pederito               | Dopeman                                            |
| 7  | "József utca (interlude)"            | 02:55 | Váradi L                         |                                                    | Kicsi Tyson (háttérben a Játékosok Klubja          |
| 8  | "8. kerületi mese"                   | 05:10 | Pityinger L                      | El Presidente, Dopeman, Don Pederito               | Dopeman, Fatima                                    |
| 9  | "Stricik és kurvák (Dopeman verzió)" | 04:07 | Pityinger L                      | El Presidente, Dopeman, id. Pityinger László, DJ W | Dopeman, MC Ducky                                  |
| 10 | "Bébipinavadász"                     | 05:36 | Pityinger L, Szendrei Zs         | El Presidente, Don Pederito                        | Dopeman, Szasza                                    |
| 11 | "1-8-7$ Gringók"                     | 05:55 | Pityinger L, Zana Z, Szendrei Zs | El Presidente, Dopeman, Don Pederito, DJ W         | Dopeman, Ganxsta Zolee, Szasza                     |
| 12 | "Dopeman a név"                      | 05:10 | Pityinger L                      | El Presidente, Dopeman, Don Pederito               | Dopeman, Szasza, Ganxsta Zolee                     |
| 13 | "Halott ribanc nem ugat"             | 03:48 | Pityinger L                      | El Presidente, Dopeman, Don Pederito               | Dopeman, El Presidente, Don Pederito, DJ W, Szasza |
| 14 | "Halott vagyok?"                     | 03:52 | Pityinger L                      | El Presidente, DJ W                                | Dopeman                                            |

## Külső hivatkozások
- https://web.archive.org/web/20100926100846/http://www.dopemanonline.hu/